# 科希切日納
科希切日納（贝伦特）是位於波蘭北部的城市。人口約有24,000人。自1999年起，屬波美拉尼亞省。是科希切日納縣的首府。在1975年至1998年期間，屬格但斯克省。位於格但斯克西南約50公里處。

## 外部連結
- （波兰語） Municipal website
- （波兰語） Twin cities of Kościerzyna
- （波兰語） Photogalleries of Kościerzyna's twin cities
- Some German-language documents regarding population （页面存档备份，存于）

54°07′N 17°59′E / 54.117°N 17.983°E